# Уставни закон о правима националних мањина у Хрватској
Уставни закон о правима националних мањина један је од два уставна закона који су на снази у Републици Хрватској. Данашњи уставни закон ступио је на снагу 23. децембра 2002. године, чиме је престао да важи дотадашњи Уставни закон о људским правима и слободама и о правима етничких и националних заједница или мањина, који је био на снази од 1991. године. Према категоризацији закона, уставни закон налази се испод Устава Хрватске са којим мора бити усклађен, а изнад осталих закона и прописа који са њим морају бити усклађени. Уз Уставни закон о правима националних мањина, на снази су и Закон о употреби језика и писма националних мањина као и Закон о образовању на језицима и писмима националних мањина. Устав Хрватске једним се својим делом такође бави питањима права националних мањина.

## Предисторија
Садашњем Уставном закону о правима националних мањина, који је донет 2002. године, претходио је Уставни закон о људским правима и слободама и о правима етничких и националних заједница или мањина у Републици Хрватској, који је донет у децембру 1991. године, чиме је био остварен један од предуслова за међународно признање независности Хрватске.
Из периода Социјалистичке Републике Хрватске земља је наследила релативно висок ниво заштите колективних права националних мањина. Након проглашења независности проблем се појавио са применом истих стандарда на припаднике тзв. нових мањина, односно осталих конститутивних народа Социјалистичке Федеративне Републике Југославије, који су сведени на мањиски статус. Главни изазов представљало је питање о положају Срба у Хрватској, који су у периоду југословенске федерације имали статус конститутивнога народа у оквирима Социјалистичке Републике Хрватске.
У пролеће 1992. године, донете су измене и допуне Уставног закона, а једна од уведених новина односила се на признавање права на остваривање политичке аутономије припадника националних мањина у оним деловима земље у којима мањина чини већинско становништво. Као додатак праву на заступљеност и номинално широком спектру права на културну аутономију, закон је од 1992. укључивао и право на оснивање аутономних котара на подручјима у којима одређена мањима сачињава већинско становништво према резултатима пописа становништва из 1981. године. По том основу, Уставни закон је у 22. члану предвиђао оснивање две територијалне јединице: Аутономни котар Книн (општине: Книн, Обровац, Бенковац, Грачац, Кореница и Доњи Лапац) и Аутономни котар Глина (општине: Глина, Вргинмост, Костајница, Двор на Уни и Војнић).
У време доношења, одредбе о оснивању аутономних котара нису биле примењиве у пракси, будући да се подручје на које су се ове одредбе формално односиле налазило у саставу Републике Српске Крајине. Тадашњи уставни закон предвиђао је две врсте мониторинга имплементације, које су подразумевале надгледање од стране међународне заједнице и сарадњу у његовој имплементацији са аутономним котарима.
Почетком 1995. године, међународна заједница је формулисала План З-4, који је између осталог предвиђао и стварање локалних српских аутономних јединица под суверенитетом Хрватске, а као основа за њихово стварање послужиле су управо одредбе из Уставног закона о постојању аутономних котара. Поменути план није прихваћен, након чега је у августу 1995. године спроведена операција Олуја, чиме је Хрватска успоставила контролу над целокупном територијом дотадашње Републике Српске Крајине, осим подручја Источне Славоније, Барање и Западног Срема које је било под управом УНТАЕС-а.
Иако су запоседањем крајинске територије створени предуслови за фактичку примену одредби Уставног закона о стварању аутономних котара, Сабор Републике Хрватске је 20. септембра 1995. године у циљу избегавања те обавезе донео посебан Уставни закон о привременом непримењивању појединих одредби, чиме је привремено одложена, односно суспендована примена свих одредби Уставног закона које су се односиле на успостављање територијалне аутономије.
Одлука о суспензији читавих одељака Уставног закона највише је погађала преостале Србе у Хрватској, а такође и српске прогнанике који су током ратних дејстава избегли са крајишких простора, а већ почетком 1996. године реаговала је и Венецијанска комисија, која је и током наредних година указивала на штетне последице, захтевајући да се поменута питања реше.
Упркос томе, суспензија је остала на снази све до пролећа 2000. године, када су нове хрватске власти, на челу са Стјепаном Месићем (председник) и Ивицом Рачаном (премијер), извршиле додатну измену и допуну Уставног закона, из чијег су текста уклоњене све одредбе територијалној аутономији, чиме је и формално престала да постоји правна основа за оснивање аутономних котара.

## Актуелни Уставни закон
Након поменутих промена из 2000. године, нове власти су приступиле широј законодавној реформи, што је био један од предуслова за отварање процеса европских интеграција Хрватске. То је довело до усвајања потпуно новог Уставног закона о правима националних мањина, који је ступио на снагу 23. децембра 2002. године.

### Право на заступљеност

#### Хрватски Сабор
Према гаранцијама актуелног закона националне мањине које у укупној популацији чине више од 1,5% становништва (у пракси се то односи само на Србе) бирају између минимално загарантованог једног или максимално три посланика. Мањине које чине мање од 1,5% становништва заједнички бирају укупно 4 посланика.
Закон је прописао оснивање посебне XII изборне јединице у којој припадници националних мањина могу изабрати своје посланике. Припадници свих других мањина, осим Срба, имају право на двоструко право гласа док Срби могу изабрати хоће ли гласати за мањинску или редовну листу.

#### Регионални и локални ниво
Према одредбама закона, у општинама и градовима где мањина чини између 5 и 15% укупног становништва, та мањина има право да буде представљена у локалној скупштини. Ако мањина чини више од 15% становништва или више од 5% на жупанијском нивоу, тада има право на пропорционалну заступљеност у скупштинама.
У јединицама у којима мањина има право на пропорционалну заступљеност у представничким телима, закон јој гарантује право и на пропорционалну заступљеност у извршним телима. Мањине у тим јединицама имају право да изаберу заменике начелника општина и градова као и заменике жупана.
Закон гарантује право на пропорционалну заступљеност у владиним телима и судским институцијама у уделу у којем суделују у укупном становништву подручја на којему то тело извршава своја овлашћења.
Како би остварили ова права, закон формално предвиђа да припадници националних мањина који у једнакој мери испуњавају услове запослења као и други кандидати, остварују право предности када се на то право експлицитно позову.

### Савет за националне мањине
Савет за националне мањине Републике Хрватске је аутономно тело основано с циљем што ефикаснијег учешћа националних мањина у јавном животу Републике Хрватске, посебно на пољу разматрања и предлагања, уређивања и решавања питања у вези са остваривањем и заштитом права и слобода националних мањина.